# گل‌های ستونی
گل‌های ستونی (نام علمی: Stylidium) نام یک سرده از تیره ستونیان است.